# Шейно (Коломенский район)
Шейно — деревня в Коломенском районе Московской области. Население — 0 чел. (2010). Входит в состав Биорковского сельского поселения.

## Расположение
Деревня Шейно расположена в 9 км к западу от города Коломны. В полутора километрах к юго-востоку от деревни проходит автодорога Р115. Рядом с деревней Шейно протекает река  Коломенка. Ближайшие населённые пункты — село Гололобово, посёлок Биорки и деревня Хлопна.

## Население
| 2002 | 2006 | 2010 |
| ---- | ---- | ---- |
| 2    | ↘0   | →0   |